# Parpen Crags
Parpen Crags är en kulle i Antarktis. Den ligger i Sydorkneyöarna. Argentina och Storbritannien gör anspråk på området. Toppen på Parpen Crags är 183 meter över havet.
Terrängen runt Parpen Crags är huvudsakligen kuperad, men österut är den bergig. Havet är nära Parpen Crags söderut. Trakten är obefolkad. Det finns inga samhällen i närheten. 